# メバロン酸
メバロン酸（メバロンさん、mevalonic acid、MVA）は、化学式 C6O4H12、分子量148.2のヒドロキシ酸。IUPAC命名法では3,5-ジヒドロキシ-3-メチルペンタン酸 (3,5-dihydroxy-3-methylpentanoic acid) となる。日本と欧州で別々に発見され、それぞれ火落酸（ひおちさん）、ジバロン酸と名づけられたが、現在のように統一された。メバロン酸経路の中間体の一つで、テルペノイド（イソプレノイド）生合成に関与する。コレステロール合成の原料として重要である。

## 生合成
ヒドロキシメチルグルタリルCoA (HMG-CoA)の還元によって生合成される。この過程はコレステロール合成における律速段階である。この反応は細胞質基質で行われ、還元物質として2分子のNADPHが用いられる不可逆反応である。メバロン酸はメバロネートキナーゼによってリン酸化され5-ホスホメバロン酸に、さらにホスホメバロネートキナーゼによって二リン酸化され、5-ピロホスホメバロン酸になる。